# NHK 방송 센터

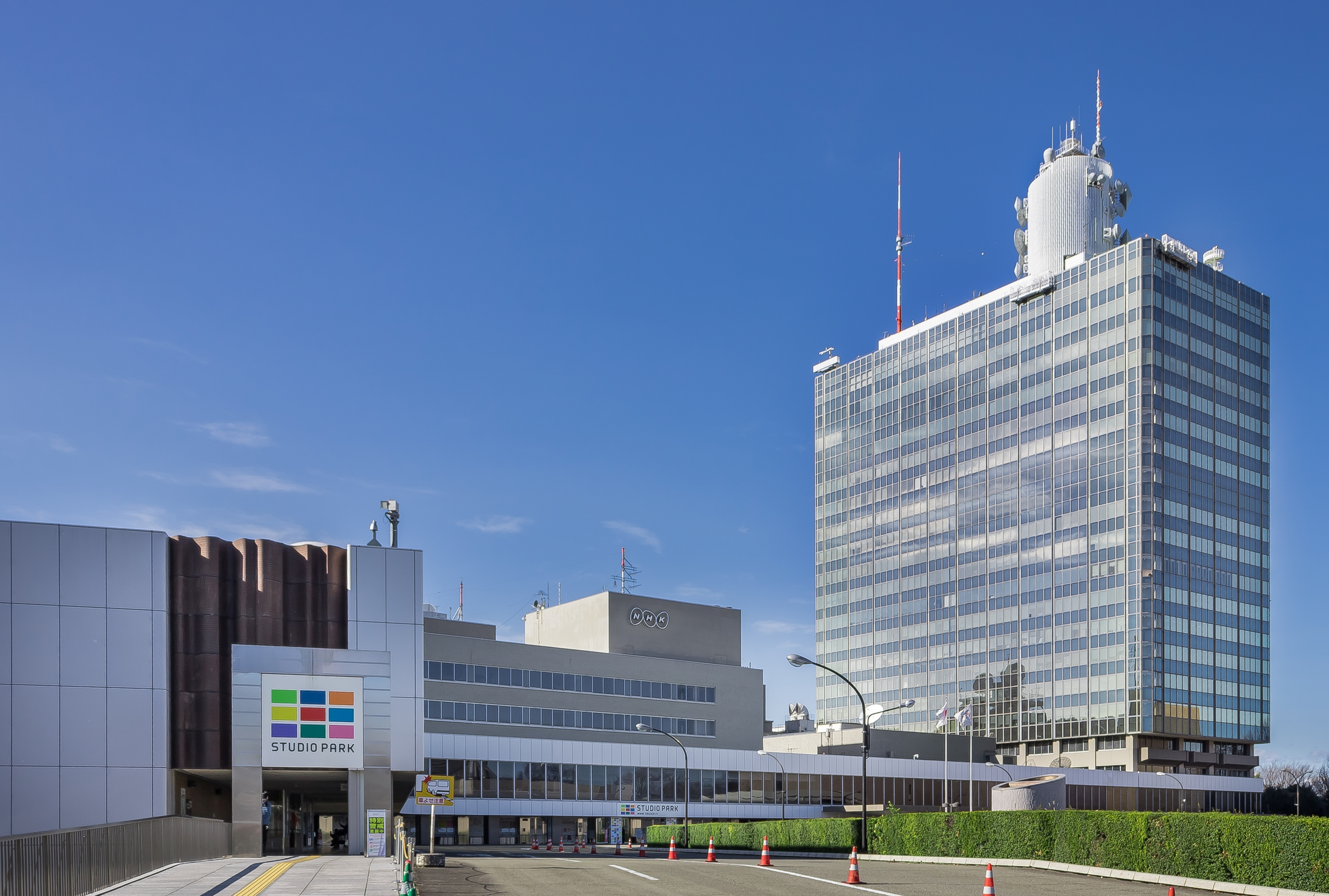
도쿄도 시부야구에 위치한 NHK 방송 센터

NHK 방송 센터는 일본방송협회(NHK)의 총본부로 도쿄도와 주변지역에 방송을 송출하는 방송국이며 BS방송과 국제방송도 담당하고 있다.

## 채널·주파수
- 종합 텔레비전 도쿄본국 27ch(JOAK-DTV)
- 교육 텔레비전 도쿄본국 26ch(JOAB-DTV)
- 라디오 제1방송 도쿄본국 594kHz(JOAK) 출력:300kW
- 라디오 제2방송 도쿄본국 693kHz(JOAB) 출력:500kW
- FM방송 도쿄본국 82.5MHz(JOAK-FM) 출력:7kW

## 보충서술
- 방송센터가 위치한 곳은 이전에 '워싱턴 하이츠'라 불리던 주일미군 거주지가 있었다.
- 방송센터 사옥은 일반인 공개시설을 제외한 모든 곳에 자세한 안내도가 붙어 있지 않으며 거기에다가 중축이나 개축을 하는 일이 많아 직원도 길을 잃어버릴 때가 있다고 한다.[1]
- 2010년 3월 11일부터 2015년 3월 31일까지 BS디지털 위성을 통해 난시청 지역 시청자를 위한 동시방송을 실시한 적이 있다.
- 라디오 제2방송의 경우 2011년 3월 19일부터 그 해 9월 중순까지 동일본대지진의 영향으로 인해 발생한 전력수급문제를 해결하고자 절전을 목적으로 오전 10시부터 오후 4시까지 출력을 250kW로 줄여서 방송한 적이 있었다.
- 기본적으로 간토지방 전체를 방송구역으로 삼고 있으나 FM 방송의 경우 각 현에 설치된 FM방송국을 통해 지역방송을 실시하고 있다.
  - 그리고 지상파 텔레비전 방송국의 경우 지상파 디지털 전환을 계기로 각 현에 설치된 방송국을 통한 종합 텔레비전 지역방송 실시를 준비하고 있으며 이에 따라 2004년에는 NHK 미토 방송국이, 2012년 4월 1일에는 NHK 우쓰노미야 방송국, NHK 마에바시 방송국에서 종합 텔레비전 지역방송을 시작했다.
- 2012년 4월 23일부터 FM방송 송신소를 기존의 도쿄타워에서 도쿄 스카이트리로 이전했으며 이와 동시에 FM방송의 출력이 기존의 10Kw에서 7Kw로 줄어들었다.
- 2013년 3월 31일 그동안 NHK 라디오 중계국이 설치되지 않았던 오가사와라 제도 지치지마섬과 하하지마섬에 FM 전파를 이용한 라디오 중계국을 설치했다.

## 도쿄도에 있는 다른 방송국

### 텔레비전 방송국
- 도쿄 방송(TBS)(JNN 중심방송국, 라디오는 현재 TBS 라디오 & 커뮤니케이션즈로 분사화)
- TV 아사히(EX)(ANN 중심방송국)
- 후지 TV(CX)(FNN·FNS 중심방송국)
- 닛폰 TV 방송망(NTV)(NNN·NNS 중심방송국)
- TV 도쿄(TX)(TXN 중심방송국)
- 방송대학학원(독립 텔레비전 방송국,민간 비영리 방송국)
- TOKYO MX(독립 텔레비전 방송국)

### 라디오 방송국
- 분카 방송(QR, NRN 계열)
- 닛폰 방송(LF, NRN 계열)
- TBS 라디오 & 커뮤니케이션즈(TBS, JRN 계열)
- FM도쿄(JFN 계열, 도쿄도만 방송구역)
- J-WAVE(JAPAN FM LEAGUE 계열, 도쿄도만 방송구역)
- FM인터웨이브(MegaNet 계열, 도쿄도 주변 일부지역이 방송구역에 포함)